# 門井八郎
門井 八郎（かどい はちろう、1913年（大正2年）5月17日 - 1993年（平成5年）4月12日）は昭和期の作詞家。

## 経歴
茨城県下妻市渋井出身。逓信省東京逓信局などに勤務して経理事務を担当する傍ら詩作に励む。作詞家佐藤惣之助の門に入り厳格な指導を受けたあと、長谷川伸門下となって小説を学ぶ。
1953年（昭和28年）、長年勤めていた郵政省の職員を辞め、業界紙を手がける仕事を行う。後に作詞家となりテイチク専属となり、三波春夫の「チャンチキおけさ」、「船方さんよ」、アイ・ジョージの「赤いグラス」などのヒット曲を手がけた。
1993年（平成5年）4月12日死去。満79歳没。